# Embaixada da Itália em Brasília
A Embaixada da Itália em Brasília é a principal representação diplomática italiana no Brasil. O atual embaixador é Francesco Azzarello, no cargo desde 7 de janeiro de 2020.
Está localizada na Avenida das Nações, na quadra SES 807, Lote 30, no Setor de Embaixadas Sul, na Asa Sul. O prédio é uma das embaixadas de arquitetura mais conhecida na cidade, tendo sido projetado por Pier Luigi Nervi.

## História
| |  |  |
| Juscelino Kubitschek e Giovanni Gronchi, então presidentes do Brasil e da Itália, na cerimônia de colocação da Pedra Fundamental da Embaixada italiana em Brasília. |  |  |

Assim como outros países, a Itália recebeu de graça um terreno no Setor de Embaixadas Sul na época da construção de Brasília, medida que visava a instalação mais rápida das representações estrangeiras na nova capital. Em novembro de 1959, Carlo Enrico Figlioli, da Embaixada da Itália no Rio de Janeiro escolheu o lote para sediar a futura embaixada em Brasília. O então presidente do Brasil, Juscelino Kubitschek, compareceu pessoalmente a colocação da pedra fundamental, junto com o presidente italiano Giovanni Gronchi.
O engenheiro italiano Pier Luigi Nervi, com seu escritório, o Estúdio Nervi, foi o responsável pelo projeto da embaixada, com execução da empresa brasileira Irfasa. Na época, Nervi era um dos mais conhecidos do mundo, tendo feito obras famosas como a Sede da UNESCO em Paris e o Palazzo dello Sport em Roma, e tinha interesse em fazer uma obra no Brasil, já tendo visitado o país antes e sendo amigo de longa data de Pietro Maria Bardi e também de Lina Bo Bardi e Lúcio Costa. Após a transferência para Brasília da embaixada em 1972, as obras aconteceram entre 1973 e 1976, tendo sido entregue em janeiro de 1977.

## O prédio
Pier Luigi Nervi tinha como característica a forma através da concepção estrutural, e não foi diferente no projeto de Brasília. O prédio é um bloco único grande, elevado sobre grandes pilares. Esses pilares se abrem em quatro ramos, como o tronco de uma árvore, o chamado tetrápodo. A malha de lajes e placas fica exposta, seguindo a tendência de formas fechadas, esculpidas e anti-industriais da arquitetura italiana pós-guerra.
O prédio, que tem tanto os escritórios oficiais quanto a residência do embaixador, e a altura permite ter uma visão privilegiada do Lago Paranoá. A diferença exterior da parte da residência e da parte dos escritórios se dá pelas aberturas: enquanto a fachada principal e as laterais, dos escritórios, são mais fechadas, as da residência são formadas por grandes varandas voltadas ao lado e ao jardim.
No centro de cada um dos quatro quadrantes foi feita uma abertura, onde ficavam duas escadas helicoidais, ligando o térreo a chancelaria, ao leste; uma abertura sobre o espelho d'água, ao oeste; um pequeno jardim ao norte e uma cobertura piramidal ao sul.
A inclinação dos muros das fachadas da estrutura principal foi pensada para barrar a luz solar direta. O prédio cobre parcialmente um espelho d’água, e conta também com jardins internos do paisagista Ney Ururahy Dutra e uma escultura chamada Núcleo, do artista ítalo-brasileiro Moriconi. Ainda há quatro obras do pintor brasileiro Candido Portinari na embaixada, cujo interior tem móveis da embaixada carioca e novos, modernos, adquiridos para a nova sede, além de tapeçarias, tapetes e cestas vindas da ilha italiana da Sardenha.

## Serviços
A embaixada realiza os serviços protocolares das representações estrangeiras, como o auxílio aos italianos que moram no Brasil e aos visitantes vindos da Itália e também para os brasileiros que desejam visitar ou se mudar para o país europeu. Devido a intensa migração no passado, são calculados em 30 milhões os brasileiros descendentes de italianos, a maior comunidade de descendentes do mundo, e 170 mil italianos moram no Brasil, cerca de 10% de todos os italianos fora da Itália no mundo. Além disso, cerca de 30 mil brasileiros vivem na Itália, e o país é um dos principais destinos dos turistas brasileiros.
Além da embaixada, a Itália conta com mais quatro consulados gerais no Rio de Janeiro, em São Paulo, em Porto Alegre e em Curitiba, dois consulados em Belo Horizonte e Recife e mais dezoito vice-consulados em várias cidades brasileiras. A embaixada em Brasília presta os serviços de consulado para os estados de Goiás, Roraima, Amapá, Amazonas, Pará, Tocantins e o Distrito Federal.
Outras ações que passam pela embaixada são as relações diplomáticas com o governo brasileiro nas áreas política, econômica, cultural e científica. O Brasil é o principal mercado de exportações da Itália na América Latina, para o qual os italianos exportam produtos mecânicos, farmacêuticos, eletrônicos e veículos. A Itália compra produtos de madeira, minérios, café, soja e produtos de pecuária. As trocas chegaram a 7,5 bilhões de euros em 2018.